# Aéroport Mohammed-V de Casablanca
Pour les articles homonymes, voir CMN.
L'aéroport Mohammed-V de Casablanca (arabe : مطار محمد الخامس الدولي Matar Mohammed Al Khamis al-Dawliyy) (code IATA : CMN • code OACI : GMMN) est un aéroport international situé à environ trente kilomètres au sud de Casablanca dans la commune de Nouaceur. D'une capacité de près de quatorze millions de passagers et de 150 000 tonnes de fret par an, il est le principal aéroport du Maroc et le quatrième plus important en Afrique après ceux de Johannesbourg, du Caire et du Cap. Il est nommé en l'honneur de Mohammed V, roi du Maroc de 1957 à sa mort en 1961.
Desservi par cinquante compagnies régulières et relié à près de cent destinations, l'aéroport a enregistré 9 357 427 passagers en 2017, soit une hausse de 8,60 % par rapport à l’année précédente.
Quant à sa capacité, l'objectif est de l'augmenter à l'horizon 2017/18, avec la reprise fin octobre 2014 des travaux d'agrandissement/renouvellement du Terminal 1, ainsi que l'élargissement du Terminal 2 (il traite actuellement plus que sa capacité maximale).

## Histoire
La construction de l'aéroport a débuté en 1951 pour le compte de l'USAF qui y maintenait, sous le nom de Nouasseur Air Base, une base aérienne pour les bombardiers du Strategic Air Command. Les Américains ont rendu les installations de la base au gouvernement marocain le 15 août 1963.
En septembre 2007, l'aéroport double sa capacité avec l'inauguration du nouveau Terminal 2. Et depuis, des moyens pour accueillir l'A380 ont été mis en place.
En mars 2018, l'aéroport Casablanca-Mohammed V obtient la première place dans les classements des aéroports africains du classement 2017 du Conseil international des aéroports (ACI) qui lui a donné le prix « Airport service quality awards (ASQ) 2017 », cela notamment pour le service à la clientèle qu'il propose,.

## Sécurité et temps de passage
L’aéroport international de Casablanca dispose depuis mi 2016 d'une entrée par terminal. (1 et 2).
Le temps de passage entre l'arrivée devant l'aéroport et la zone d'embarquement peut aller jusqu'à 90 minutes en cas de forte affluence (il n'existe pas de passe droit pour "vol à décollage imminent").

## Infrastructures et équipements
L'aéroport dispose actuellement de trois terminaux pour passagers :
- Terminal 1 : (terminal ouvert a la compagnie national royal air maroc et ses alliances) surface globale de 76 000 m2 et une capacité de 7 millions de passagers[6] (en rénovation : réouverture en Juin 2018 reportée à janvier 2019[7]).
- Terminal 2 : (terminal réservé aux compagnies internationales) surface globale de 66 000 m2, capacité de 6 millions de passagers.
- Terminal 3 : surface globale de 4 000 m2, capacité de 400 000 passagers.

Il dispose également de deux terminaux fret :
- Terminal Fret 1 : de 11 200 m², capacité de 50 000 t/an
- Terminal Fret 2 : de 20 000 m², capacité de 100 000 t/an

### Un aéroport alimenté en énergie verte
L’aéroport est alimenté par l’électricité verte dès 2012, grâce à un parc éolien d’une puissance de départ de 10 MW qui alimente à hauteur de 95 % les besoins en énergie de l’aéroport. L'aéroport de Casablanca consomme annuellement près de 21 GWh.

### Hôtels
L'aéroport possède deux hôtels, le Atlas Hôtel, un hôtel 3 étoiles appartenant à Atlas Hospitality, et un hôtel à l'intérieur de la zone Duty Free du Terminal 2 et qui offre des chambres pour de courtes périodes exclusivement pour les voyageurs en transit.

### Galeries marchandes
L'aéroport dispose de plusieurs zones commerciales sur chacun des terminaux (hors douane et sous douane) avec de nombreuses enseignes marocaines et internationales, aire de restauration, boutique hors taxes, bars et restaurants, ainsi que plusieurs guichets d'agences bancaires et de location de voiture.

### Parcs de stationnement
Deux grands parcs de stationnement, avec chacun, deux grands garages, sont à la disposition des voyageurs devant le bâtiment du terminal, l'un à l'arrivée et l'autre au départ, avec des places pour courte et longue durée.

## Compagnies et destinations
C'est aujourd'hui la plate-forme de correspondance aéroportuaire (hub) des compagnies aériennes marocaines Royal Air Maroc et Air Arabia Maroc.

### Passagers
| Compagnies              | Destinations |
| ----------------------- | --- |
| Air Arabia Maroc        | - Bâle-Mulhouse, - Barcelone-El Prat, - Bergame-Orio al Serio, - Bologne-Borgo Panigale, - Bordeaux-Mérignac, - Bruxelles-National, - Catane-Fontanarossa, - Coni, - Guelmim, - Istanbul-S. Gökçen, - Lyon-Saint-Exupéry, - Malaga-Costa del Sol, - Montpellier-Méditerranée, - Naples-Capodichino, - Pise-Galileo Galilei, - Toulouse-Blagnac, - Tunis-Carthage, - Venise - Marco Polo En saison : Séville-San Pablo |
| Air Canada              | Montréal (P.-E.-Trudeau) |
| Air Côte d'Ivoire       | Abidjan-F.-H.-Boigny |
| Air France              | Paris-Charles de Gaulle |
| Air Senegal             | Dakar-B. Diagne |
| Air Cairo               | Borg El Arab |
| Binter Canarias         | Las Palmas/Gran Canaria |
| EgyptAir                | Le Caire |
| Emirates                | Dubaï |
| Etihad Airways          | Abou Dabi |
| Eurowings               | En saison : Düsseldorf |
| flynas                  | Djeddah - Roi-Abdelaziz |
| Gulf Air                | Manama-Bahreïn |
| Iberia                  | Madrid-Barajas |
| Kuwait Airways          | Koweït |
| Lufthansa               | Francfort |
| Mauritania Airlines     | Nouadhibou (Port-Étienne), Nouakchott-Oumtounsy |
| Pegasus Airlines        | Istanbul-S. Gökçen |
| Qatar Airways           | Doha-Hamad |
| Royal Air Maroc         | - Abidjan-F.-H.-Boigny, - Accra-Kotoka, - Agadir-Al Massira, - Amsterdam, - Bamako-M. Keïta, - Bangui, - Banjul, - Barcelone-El Prat, - Bissau-O. Vieira, - Bologne-Borgo Panigale, - Bordeaux-Mérignac, - Brazzaville, - Bruxelles-National, - Conakry, - Cotonou, - Dakar-B. Diagne, - Dakhla, - Djeddah - Roi-Abdelaziz, - Doha-Hamad, - Douala, - Dubaï, - Errachidia, - Francfort, - Freetown-Lungi, - Genève-Cointrin, - Istanbul, - Kinshasa-N'djili, - Laâyoune - Hassan 1er, - Lagos-Murtala Muhammed, - Le Caire, - Libreville-Léon Mba, - Lisbonne-H. Delgado, - Lomé-G. Eyadéma, - Londres-Gatwick, - Londres-Heathrow, - Luanda-Quatro de Fevereiro, - Lyon-Saint-Exupéry, - Madrid-Barajas, - Malabo, - Malaga-Costa del Sol, - Marrakech-Ménara, - Marseille-Provence, - Médine-Prince M. Bin Abdulaziz, - Miami, - Milan-Malpensa, - Monrovia-Roberts, - Montpellier-Méditerranée, - Montréal (P.-E.-Trudeau), - Moscou-Domodédovo, - Nantes-Atlantique, - Naples-Capodichino, - New York-John F. Kennedy, - Niamey-D. Hamani, - Nice-Côte d'Azur, - Nouakchott-Oumtounsy, - Ouagadougou, - Oujda-Les Angades, - Paris-Charles de Gaulle, - Paris-Orly, - Pékin-Daxing, - Porto-F. Sá-Carneiro, - Praia, - Riyad-roi Khaled, - Rome Léonard-de-Vinci/Fiumicino, - Séville-San Pablo, - Strasbourg, - São Paulo/Guarulhos, - Tel Aviv - Ben Gourion, - Toronto (Pearson), - Toulouse-Blagnac, - Tunis-Carthage, - Turin S.-Pertini (Caselle), - Venise - Marco Polo, - Washington-Dulles, - Yaoundé-Nsimalen |
| Royal Air Maroc Express | - Agadir-Al Massira, - Al Hoceïma-Cherif Al Idrissi, - Béni Mellal, - Fès-Saïss, - Las Palmas/Gran Canaria, - Malaga-Costa del Sol, - Marrakech-Ménara, - Nador, - Ouarzazate, - Oujda-Les Angades, - Tanger, - Tan Tan (Plage Blanche), - Tétouan-Sania R'mel, - Valence, - Zagora |
| Saudia                  | Djeddah - Roi-Abdelaziz, Médine-Prince M. Bin Abdulaziz, Riyad-roi Khaled |
| TAP Air Portugal        | Lisbonne-H. Delgado |
| Transavia               | Amsterdam |
| Transavia France        | Lyon-Saint-Exupéry, Nantes-Atlantique, Paris-Orly En saison : Marseille-Provence |
| TUI fly Belgium         | Bologne-Borgo Panigale, Bruxelles-National, Lille Lesquin, Metz-Nancy-Lorraine, Paris-Orly, Rotterdam-La Haye |
| Tunisair                | Tunis-Carthage |
| Turkish Airlines        | Istanbul En saison : Antalya |
| Vueling                 | En saison : Barcelone-El Prat |

Actualisé le 1/08/2023

### Fret
L'aéroport sert de base à Royal Air Maroc Cargo mais est également desservi par de nombreuses compagnies de fret. D'autres compagnies sont présentes sur l'aéroport mais représentent un taux d'activité sur la plateforme plus faible.
| Compagnies             | Destinations |
| ---------------------- | --- |
| Air France Cargo       | Nairobi, Paris-Charles-de-Gaulle |
| DHL Airways            | Amsterdam, Bruxelles, Francfort, Madrid, Paris-Charles-de-Gaulle |
| Med Airlines (en)      | Bamako, Dakar, Lisbonne, Paris-Orly, Tanger |
| Royal Air Maroc Cargo  | Addis Ababa, Barcelone, Pékin, Bruxelles, Le Caire, Dubai-International, Laayoune, Hong Kong, Libreville, Lisbonne, Londres-Heathrow, Milan-Malpensa,Montréal-Trudeau, Paris-Orly, New York-JFK, Recife, Rome-Fiumicino, Tanger, Washington-Dulles, Saragosse |
| UPS Airlines           | Londres-Gatwick, Louisville, Madrid, Newark, Rome-Fiumicino |
| Turkish Airlines Cargo | Istanbul-Atatürk, Madrid |

Note : au 13 juin 2016

## Statistiques
L'aéroport Mohammed-V de Casablanca a vu transiter 9.357.427 passagers en 2017, soit une hausse de 8,60 % par rapport à l’année précédente.

### En graphique
Le graphique qui aurait dû être présenté ici ne peut pas être affiché car il utilise l'ancienne extension Graph, désactivée pour des questions de sécurité. Des indications pour créer un nouveau graphique avec la nouvelle extension Chart sont disponibles ici.

Voir la requête brute et les sources sur Wikidata.

### En tableau
| 2001               | 2002               | 2003               | 2004                | 2005                | 2006                | 2007                | 2008               | 2009               | 2010                |
| ------------------ | ------------------ | ------------------ | ------------------- | ------------------- | ------------------- | ------------------- | ------------------ | ------------------ | ------------------- |
| 3 515 189 · 1,55 % | 3 449 255 · 1,88 % | 3 395 668 · 1,55 % | 3 803 479 · 12,01 % | 4 456 639 · 17,17 % | 5 071 411 · 13,79 % | 5 858 192 · 15,51 % | 6 209 711 · 6,00 % | 6 392 789 · 2,95 % | 7 245 508 · 13,28 % |

| 2011               | 2012               | 2013               | 2014               | 2015               | 2016               | 2017               | 2018               |
| ------------------ | ------------------ | ------------------ | ------------------ | ------------------ | ------------------ | ------------------ | ------------------ |
| 7 290 314 · 0,65 % | 7 186 331 · 1,43 % | 7 559 751 · 5,20 % | 7 971 705 · 5,45 % | 8 180 083 · 2,61 % | 8 616 474 · 5,36 % | 9 357 427 · 8,60 % | 9 748 567 · 4,18 % |

| 2019               | 2020                | 2021                | 2022            | 2023               | 2024             |
| ------------------ | ------------------- | ------------------- | --------------- | ------------------ | ---------------- |
| 10 306 293 · 5,88% | 2 994 902 · 70,96 % | 4 150 015 · 38,40 % | 7 055 025 · 70% | 9 790 914 · 39,00% | 10 867 914 · 11% |

## Accès à l'aéroport

### Par la route
L'autoroute A3 (Casablanca - Agadir) longe la zone aéroportuaire à l'ouest et dispose d'une bretelle d'accès qui la relie à l'aéroport. L'aéroport est aussi accessible par une voie express reliant Casablanca à Nouaceur (voie de Taddart), ou par des routes régionales qui relient Casablanca et passent par l'aéroport, soit via Bouskoura (R323) ou via Médiouna (R315) et bientôt la nouvelle autoroute Tit Mellil - Berrechid (par l'est).

### Par train
L'aéroport est connecté au réseau de chemin de fer marocain grâce à la gare située au sous-sol du terminal 1 et disposant d'un accès direct à la halle de l'aéroport. Les trains du réseau régional Al Bidaoui exploité par l'ONCF relient l'aéroport aux gares de Casa-Voyageurs et Casa-Port.
Au départ de l'aéroport, les trains circulent de 06h50 à 22h50 toutes les heures ; au départ de Casa-Port les départs se font de 5h50 à 21h50 avec un train par heure également. Le temps de trajet entre l'aéroport et Casa-Voyageurs est de trente minutes environ. Il coûte 70 MAD (6,60€ environ) en 1re classe et 50 MAD (4,70€ environ) en 2e classe.

### Par taxi
La station de taxi se trouve au niveau 0 du Terminal 1. Les taxis sont disponibles 24 heures/24 et 7 jours/7 et sont facilement identifiables à leur couleur blanche, leur enseigne et à leur numéro de taxi. Le prix du trajet vers le centre de Casablanca coute entre 250 MAD (23 €) et 300 MAD (27 €) en fonction du poids des bagages.

### Par navette privée
Un service de navettes privées de l'aéroport par Carresa Groupqui propose des trajets vers le centre-ville pour 250 dhs (3 personnes) et 300 dhs (7 personnes). Ce service couvre également les liaisons vers les principales villes comme Rabat, Marrakech ou Essaouira.

### Par navette de bus
Des navettes de bus CTM (Eurolines) et RAM relient, tout au long de la journée, l'aéroport au centre-ville de Casablanca, le trajet dure une heure en moyenne.

## L'aéroport en tant que pôle économique
L'aéroport constitue un pôle d'emploi majeur dans la région du Grand Casablanca ; autour de l'infrastructure aéroportuaire a été construite la Technopole de Nouasser, une plateforme industrielle et économique internationale, regroupant plusieurs entreprises de renom appartenant à des secteurs de pointe tels l'aéronautique et l'industrie pharmaceutique.

## Projets en cours/prévus

### Agrandissement et reamenagement du Terminal 1
Agrandissement et réaménagement du Terminal 1 , qui permettra de tripler sa capacité en passant de 7 millions de passagers actuellement à 23 millions l'achèvement des travaux vers premier semestre 2018

### Elargissement du Terminal 2
Élargissement du Terminal 2 afin de doubler sa capacité à douze millions de passagers. Ce dernier sera entièrement réservé à la RAM à la fin des travaux (Début des travaux après achèvement du Terminal 1)

### Renouvellement terminal fret
Renouvellement du Terminal Fret 1.

### Construction d'un quatrieme terminal
Construction d'un quatrième terminal d'une capacité de 7 millions de passagers et d'une superficie de 50 000 m².

### Construction de nouveaux hotel et centre commercial
Construction d'un nouvel hôtel de 200 lits au sein du Terminal 1. Un troisième hôtel de 250 chambres et un centre commercial sont à l'étude.